# 威尔弗雷德·本盖
威尔弗雷德·基普肯博伊·本盖（英語：Wilfred Kipkemboi Bungei，1980年7月24日—），肯尼亚前男子中跑运动员。他曾获得2008年夏季奥运会田径比赛男子800米金牌。他也曾获得2001年世界田径锦标赛男子800米银牌。